# ایوان چاکاروف
ایوان چاکاروف (بلغاری: Иван Чакъров؛ زادهٔ ۲۶ نوامبر ۱۹۶۶) وزنه‌بردار اهل بلغارستان بود.
وی در مسابقات کشوری و بین‌المللی در مجموع برندهٔ ۱۳ مدال طلا، ۵ مدال نقره، ۶ مدال برنز شده‌است.